# Ildo Avetta
Ildo Avetta, né à Alejandro Roca le 7 juin 1916 et mort à Rome le 6 novembre 2011 était un architecte italien.

## Biographie
Ildo Avetta est né en Argentine de Carlo, émigré du Piémont au début du XXe siècle, et d'Ester Fanzini, fille d'émigrés italiens originaires de Piacenza.
En 1926, il retourne avec sa famille en Italie où son père meurt la même année, laissant sa femme avec quatre enfants dans une situation très difficile. Il étudie à Turin où, au lycée, il rencontre et se lie d'amitié avec Luigi Gedda (it). En 1940, il obtient son diplôme d'architecture auprès du professeur Giovanni Muzio (it) à l'École polytechnique de Turin.
En juin 1940, immédiatement après l'obtention de son diplôme, il est enrôlé dans la Marine pour suivre le cours d'élève-officier promu par l'Académie militaire de Livourne. Pendant la guerre, il sert dans la marine sur le croiseur Gorizia et le destroyer Camicia Nera, devenant officier observateur sur hydravions en 1942. Cette même année, en pleine guerre, il épouse Giovanna Valentini, avec qui il a quatre enfants : Carlo, Paola, Raffaella et Marco.
Ayant abandonné l'armée italienne après l'armistice de Cassibile proclamé par le maréchal Badoglio le 8 septembre 1943, il rejoint les comités de libération, entrant en contact avec Gino Pistoni et d'autres représentants catholiques de la Résistance.
En 1945, à la fin du conflit, il travaille brièvement au Bureau technique du cadastre de Turin et dans l'atelier d'Ettore Sottsas père.
En 1947, à la demande de Luigi Gedda, il s'installe à Rome pour travailler au CCC (Centro Cattolico Cinematografico), dont il devient président. Parallèlement, il commence sa carrière professionnelle en tant qu’architecte indépendant au sein d’un studio privé qui s’agrandit au fil du temps pour inclure divers autres collaborateurs.
Figure de proue de l'Action catholique italienne, il se consacre dans sa vie professionnelle principalement à l'art sacré.
Il meurt à Rome le  à l'âge de 95 ans.

## Principales réalisations professionnelles (par ordre chronologique)
- 1950 - Gethsémani de Casale Corte Cerro près d'Omegna (Piémont) où se trouvait la maison ancestrale de Luigi Gedda
- 1953 - Rome : Institut Gregorio Mendel sur la Piazza Galeno. Centre de recherche médicale.
- 1955 - Vitinia (Province de Rome) : Église paroissiale dédiée au Sacré-Cœur de Jésus en agonie
- 1959 - Paestum (Province de Salerne) : Complexe d'exercices spirituels
- 1960 - Rome : Maison générale et séminaire des Oblats de saint Joseph
- 1962 - Florence : Église paroissiale du Très Précieux Sang.
- 1963 - Ancône : Cimetière de Tavernelle
- 1964 - Pomezia (Province de Rome) : Centre industriel LITTON
- 1965 - Bamako (Mali) : Coopération internationale pour un centre médical, financement de la CEE
- 1966 - Rome : École et couvent des Sœurs disciples de Jésus Eucharistie à Via delle 7 Chiese.
- 1967 - Lomé (Togo) : Coopération internationale pour un projet hospitalier, financement CEE.
- 1970 - Frascati (Province de Rome) : Centre Jean XXIII
- 1971 - Mont Terminillo (Province de Rieti) : Rénovation de l'Hôtel Savoia pour les officiers de la Marine italienne
- 1975 - Jérusalem (Israël) : Centre de recherche médicale sur le Mont des Oliviers.
- 1978 - Tibériade (Israël) : Rénovation du Sanctuaire des Béatitudes et de la Maison des Pèlerinages Casa Nova
- 1980 - Capharnaüm (Israël) : Nouvelle église construite sur la maison de Saint-Pierre.